# Niantic (Connecticut)
Pour les articles homonymes, voir Niantic.
Niantic est un Census-designated place et un quartier d'East Lyme dans le Connecticut aux États-Unis. 
Sa population était de 3 114 habitants au recensement de 2010.

## Géographie
Il est situé sur Long Island Sound. La centrale nucléaire de Millstone, à proximité de Waterford, est visible sur la ligne d'horizon est de la baie et le Rocky Neck State Park (en) est également situé dans la région. 